# 松岡修造
松岡修造（日语：／ Matsuoka Shūzō，1967年11月6日—），日本男子網球員，史上八位打進大滿貫賽事八強的亞洲選手之一。亚洲唯一一位能赢桑普拉斯的男子网球选手。当年松冈修造的单打世界排名第46是日本史上最佳，因此日本国家体育总局的青少年组成才计划命名为“45计划”，計劃中亦包括被送往美国培育的锦织圭。松冈修造現以他的豐富歷練與熱血人格，廣泛活躍於體育播報員與演藝界，同時也擔任日本奧林匹克協會理事。

## 介紹

### 網球生涯
松岡修造生於日本東京都，於1986年出道，1989年贏得ATP威靈頓賽事亞軍，以及奧克蘭雙打冠軍。
1992年，松岡修造成為了第一位在ATP巡迴賽中贏得單打的日本選手，於首爾奪得冠軍。同年也在女王盃著名的草地球場賽中獲得亞軍。
松岡的大滿貫巔峰在1995年的溫網賽事，一度挺進前八強，對上山普拉斯（Pete Sampras），以四盤7–6, 3–6, 4–6, 2–6的分數被淘汰。
在1995年的美網，松岡在與皮特·科達（Petr Korda）比賽的第一回合中出現非常嚴重的抽筋，裁判以當時的比賽規則，告知若松岡接受治療也等同於放棄比賽，在耽誤了幾分鐘考慮後，最後松岡修造選擇棄賽告負。此事件導致了之後職網規則的修改：於比賽中允許網球選手接受醫療照顧。
在松岡修造的職業生涯中，最高的世界排名是單打第46名（1992年）與雙打第95名（1989年）。他的比賽獎金收入共達1,117,112美元。松岡在1998年引退職網界。

### 引退後
1998年，引退後的松岡修造，除了培養後繼網球人才外，同時擔任了日本電視台體育節目『スポーツMAX』（播放至2004年3月）的播報員，也在接著的長野冬奧、鹽湖城冬奧、雅典奧運中擔任解說員。
2004年1月至3月播放的電視連續劇『網球甜心』，劇中人物的網球由松岡修造指導。以及擔任富士電視台美食節目採訪主持人、2004年4月開始的朝日電視台『報導Station』體育主播。此外，也出演了TBS電視綜藝問答節目，與明石家秋刀魚進行同台對決。松岡修造從網球選手時代，到之後引退、擔任電視解說員，其熱血的特質一直沒變。近來良好的大眾形象也使他擁有相當高的知名度，在2008年，松岡修造共出演了10支電視廣告，與木村拓哉並列為當年電視廣告出現次數最多的名人。
松岡修造以他的熱情與活力為特色，出現在眾多的綜藝節目上。也陸續出版著作與網球教學書籍。另外，他主持的「Shuzo Challenge」為一年一度由日本網球協會(JTA)針對青少年舉辦的網球訓練營，著名的日網少將錦織圭曾於12歲時參加過此營。
2008年至今，松岡修造也成為日本網路爆紅的現象，在影片分享網站例如與Youtube上都能找到許多由使用者剪輯、上傳的MAD片，而這些影片的素材都能在松岡的 公式網站 （页面存档备份，存于） 首頁中找到。

### 家庭
- 父親松岡功是東寶株式會社的名譽董事長。東寶為日本五大電影公司之一，代表作為哥吉拉與許多由黑澤明執導的影片。
- 母親千波靜，前寶塚歌劇團星組男役。
- 兄長松岡宏泰為社長，東寶東和主要經營日本電影的進口與配給，為東寶旗下子公司。
- 1998年與前東京電視台主播田口恵美子結婚，並育有三子，其中女兒是現寶塚歌劇團星組男役稀惺かずと。

## 演出

### 電視節目
- （富士電視台、2000年 -）
- 報導Station（朝日電視台）
- （朝日電視台）
- （朝日電視台、2009年11月-2010年8月）
- 陸王 （TBS電視台、2017年10月-2017年12月）

### 廣告
- 全錄 「Able複合事務機」（1990年）
- コナカ（日语：コナカ）西裝系列 （2001年 - 、同時擔任該公司形象大使）
- ライオン（日语：ライオン） 薬用イノベート（2004年）
- 生和建設（日语：生和建設）
- 丸大ハム（日语：丸大ハム）
- サンヨー食品（日语：サンヨー食品） サッポロ一番
- LOTTE 「XYLITOL口香糖」
- 明治乳業 「Super VAMM」
- 任天堂 「Wii」 與明石家秋刀魚合演（2006年）
- 資生堂 「uno爽身噴霧」（2007年5月）
- LOTTE 60周年活動 （2008年）
- 龜甲萬
- 精工愛普生 相片印表機
- Benesse倍樂生  （2008年11月）
- 三菱鉛筆株式會社 「uni Nano Dia」 （2009年）
- Panasonic 「LAMDASH電動刮鬍刀」 （2009年5月）
- LOTTE 「Coolish酷立吸香草冰淇淋」 （2009年5月）
- Sony PSP遊戲「みんなのテニス ポータブル」 （2010年2月）
- 任天堂 Wii遊戲「みんなのリズム天国」 （2011年7月）

## MAD惡搞文化
由於松岡修造的生動表情和宏亮的嗓音，加上各種令人歷歷在目的「熱血台詞」，自2008年起至今，引發NICONICO動畫上的網友製作大量惡搞類型的音MAD影片，其形象使影片的名稱多和「燃燒」、「熱血」、「燒」、「火」等字詞相關，他也被日本網友封為「炎の妖精」，NICONICO四大妖精之一。松岡修造可說是繼藍藍路之後，開創音MAD風潮的元老素材之一。

## 外部連結
- 官方网站（日語）
- 松岡修造（英文/西班牙文）的官方資料
- {{ITF profile}} 模板参数使用了ITF的url中已弃用的数字ID，请参见en:Template:ITF profile。
- 松岡修造的官方資料（英文）